# HD16323
HD16323 є хімічно пекулярною зорею спектрального класу
A3 й має видиму зоряну величину в смузі V приблизно 8,9.